# Lijst van perenrassen
Van de peer bestaan er meer dan drieduizend verschillende rassen. Perenrassen zijn vooral te verdelen in twee categorieën, in handperen en stoofperen.
- Handperen
  - Assumer peer
  - Bergamot d'Esperen
  - Besi de Chaumontel
  - Besy van Schonauwen, synoniem: Wintervijg
  - Beurré Alexander Lucas
  - Beurré Chaboceau, synoniem: Jefkespeer
  - Beurré Clairgeau
  - Beurré d'Amanlis
  - Beurré de Ghélin
  - Beurré Diel
  - Beurré Dilly
  - Beurré Durondeau, synoniem: De Tongres
  - Beurré Hardy
  - Beurré Superfin
  - Boerengroen
  - Bon Chrétien Williams
  - Bonne Louise d'Avranches
  - Bonne Louise Duhamel
  - Calebasse de Tirlemont
  - Celina, synoniemen: Celine, QTee
  - Clapp's Favourite
  - Clara Frijs
  - Comte de Chambord
  - Comtesse de Paris
  - Concorde
  - Conference
  - Conseiller de la Cour
  - Doyenné d'Alençon
  - Doyenné de Mérode, synoniemen: Beurré de Mérode, Doyenné Boussoch, Double Philippe, Dubbele Flip
  - Doyenné du Comice
  - Dr. Cornelis
  - Dr. Jules Guyot
  - Duchesse d'Angoulême
  - Durondeau
  - Emile d’Heyst
  - Eva Baltet
  - Fondante de Charneux, synoniemen: Légipont of Leopold
  - Fondante Thirriot
  - Fransche Wijnpeer, synoniemen: Wijnpeer, Calebasse à la Reine
  - Goudbal
  - Herzogin Elsa
  - Janbaas
  - Jeanne d'Arc
  - Jodenpeer
  - Joséphine de Malines
  - Juttepeer
  - Laxton's Superb
  - Le Lectier
  - Lebrun
  - Lijzebet
  - Louis Bonne de Duhamel
  - Louise Bonne d'Avrances
  - Maagdenpeer
  - Madame Bonnefond
  - Nec Plus Meuris, synoniem: Beurré d'Anjou
  - Noord-Hollandse Suikerpeer
  - Notaire Lepin
  - Nouveau Poiteau
  - Olivier de Serres
  - Oomskinderpeer, synoniem: Kruidenierspeer
  - Passe Crassane
  - Précoce de Trévoux
  - Président Loutreuil
  - Queen's Forelle
  - Seigneur d'Esperen, synoniem: Belle Lucrative
  - Soldat Laboureur
  - Souvenir de Leroux-Durand
  - Sucrée de Montluçon
  - Suikerpeer
  - Sweet Sensation
  - Triomphe de Vienne
  - Trosjespeer
  - Williams Bon Chrétien, synoniem: Bartlett
  - Williams Duchesse, synoniem: Pitmaston Duchess
  - Winterbergamot
  - Zwijndrechtse wijnpeer

- Stoofperen
  - Brederode
  - Catillac, synoniem: Pondspeer
  - Gieser Wildeman
  - IJsbout
  - Kamperveen
  - Pistoolpeer
  - Provisiepeer
  - Saint kelly
  - Saint Rémy, synoniem: Bellissime d'Hiver
  - Spiegelpeer
  - Winter Louwtje
  - Winterjan, synoniemen: Wintersuikerpeer, Kleipeer, Mandjespeer, Weldrager
  - Winterrietpeer
  - Zoete Brederode
  - Zoutewelle peer